# کتزالکواتل

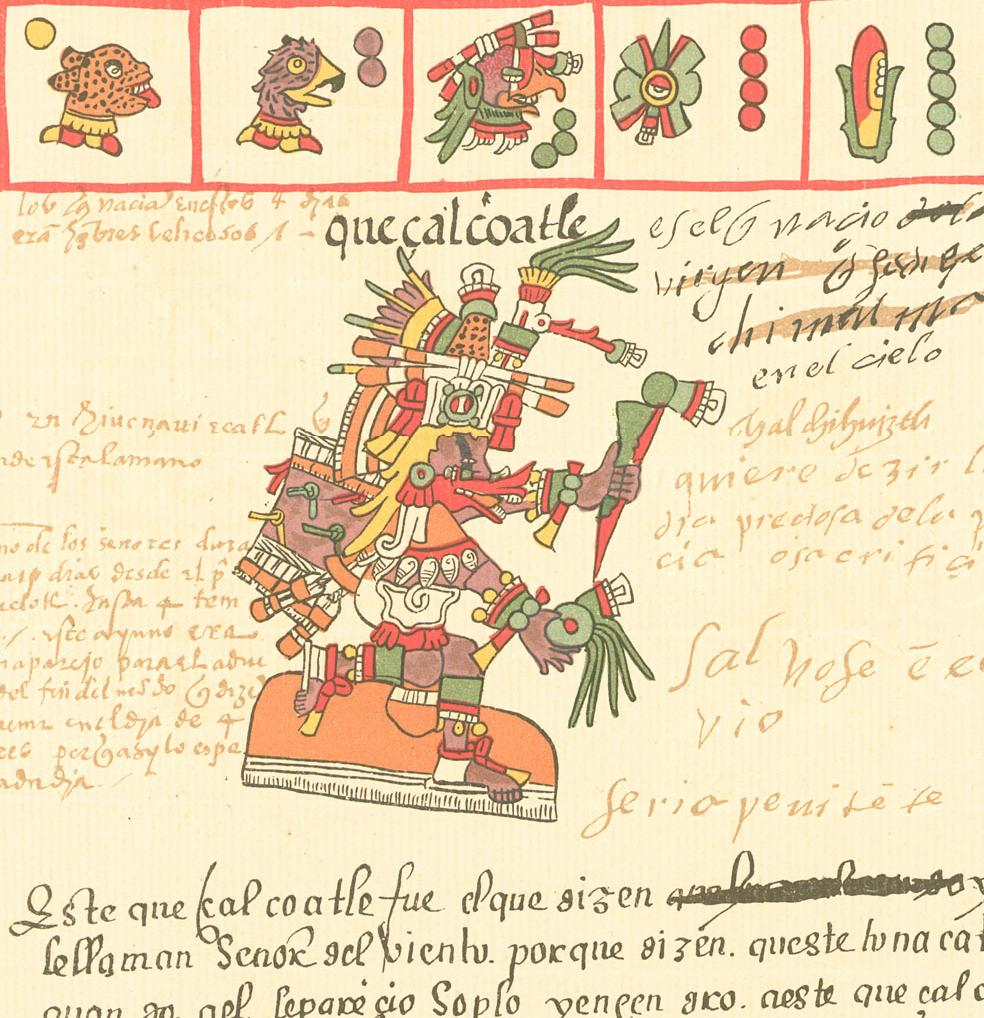
تصویر کتزالکواتل در مکتوبات Codex Telleriano-Remensis.

کِتزالکواتل یا کِتسال‌کواتل (Quetzalcoatl؛ به زبان ناواتل تلفظ می‌شود: ketsalˈko:a:tɬ) یکی از خدایان آفریننده و آسمانی آزتک‌ها است. نام این خدا ترکیبی از اسم‌های quetzalli, پرنده‌ای رنگارنگ در عهد قبایل مسوآمریکن، وcoatl, به معنای مار است؛ به این ترتیب معمولاً به عنوان «مار پر دار» یا «مار رنگارنگ» ترجمه می‌شود. کتزالکواتل اغلب به عنوان یک مار با پرهای رنگارنگ به تصویر کشیده می‌شد، هر چند او گاهی به شکل یک انسان نشان داده شده‌است. کتزالکواتل مرتبط با سیاره زهره و همچنین خدای حامی خاندان آزتک، یادگیری و دانش بوده‌است.
عبارت کتزالکواتل نام بسیاری از رهبران قوم آزتک بوده‌است. بسیاری از وقایع و جای نام‌ها از نام کتزالکواتل الهام گرفته بودند و این اهمیت این خدا را برای آزتک‌ها نشان می‌دهد. امروزه کتزالکواتل را برترین خداوند آزتکیان می‌دانند ولی چند پروردگار دیگر نیز همپای او بوده‌اند: تلالوک، تزکاتلیپوکا و اویتسیلوپوچتلی.

تصویر بازسازی شده از کتزالکواتل

دیگر قبیله‌های باستانی مسوآمریکن نیز دارای خدای مار پردار بودند و به پرستشش می‌پرداختند: در تئوتیواکان در چندین جایگاه تصاویری از خدایی به شکل مار با پرهای رنگین دیده می‌شود. یک تصویر مشابه را در چیچن ایتزا و تولا نیز مشاهده کرده‌اند. این امر موجب شده‌است که محققان نتیجه‌گیری کنند که کتزالکواتل در زبان ناهواتل یکی از مهم‌ترین خدایان آمریکای میانه بوده‌است.

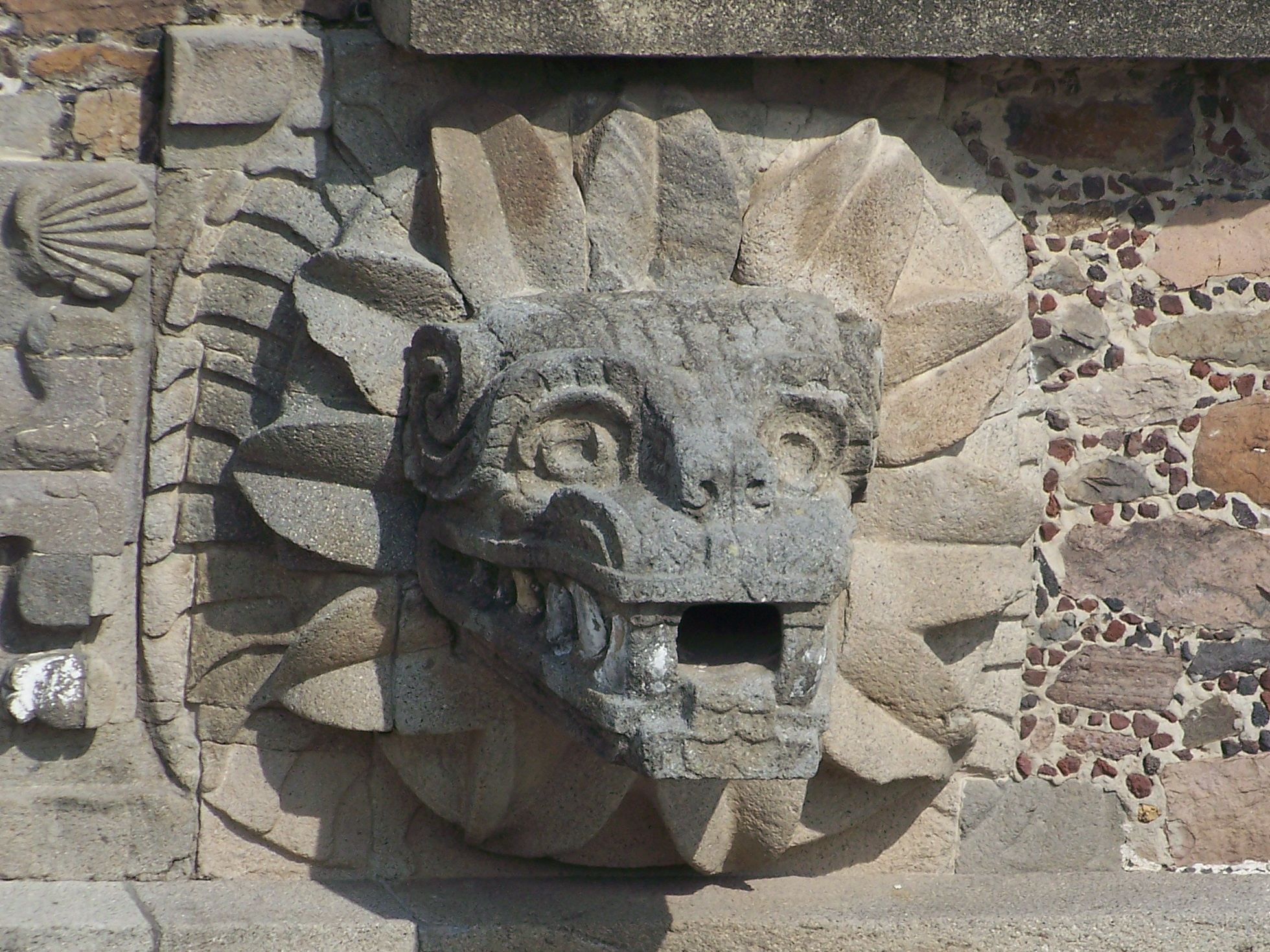
سر مار پردار در مجتمع سیودادلا در تئوتیواکان

## افسانه‌ها
افسانه‌های زیادی در ارتباط با کتزالکواتل وجود دارد. یک افسانه می‌گوید که جهان پیش از این چهار بار ساخته شده‌است، اما هر بار دوباره ویران شد. سپس کتزالکواتل استخوان‌های انسانی را از جهان عالم جمع‌آوری می‌کرد و خون خود را بر آن می‌افزود تا به آنها زندگی بخشد؛ بنابراین او به عنوان خالق انسان‌هایی که در زمان امپراتوری آزتک زندگی می‌کردند، در نظر گرفته می‌شده.
یکی دیگر از افسانه‌ها می‌گفت که کتزالکواتل تبعید شده‌است، اما او را درست قبل از پایان جهان از شرق باز خواهد گشت. این افسانه این ایده را توضیح می‌دهد که رهبر آزتک موسته‌زوما فکر کرد که کورتس، فاتح و مهاج اسپانیایی، همان کتزالکواتل است که از تبعید بازگشته. این همچنین توضیح می‌دهد که چرا موسته‌زوما به خوبی اسپانیایی‌ها را تحت درمان قرار داد. با این حال، اکثر مورخان در حال حاضر فکر می‌کنند که این ایده توسط اسپانیایی اختراع شد و موسته‌زوما واقعاً فکر نمی‌کرده که کورتس خدا بوده باشد.